# ۱۵۶۷ (میلادی)
۱۵۶۷ (میلادی) هزار و پانصد و شصت و هفتمین سال تقویم میلادی است.

## زادگان
۱۵ مه – کلودیو مونته وردی، آهنگساز ایتالیایی (درگذشت ۱۶۴۳)

## درگذشتگان
- ۲۳ ژانویه - چیاچینگ، یازدهمین امپراتور مینگ در چین.
- ۱۹ آوریل – میشائل اشتیفل، ریاضی‌دان آلمانی (ز. ۱۴۸۷)